# Categoría Primera A (2005)
Kolumbia 2005
Mistrzem Kolumbii turnieju Apertura został klub Atlético Nacional, natomiast wicemistrzem Kolumbii – klub Independiente Santa Fe.
Mistrzem Kolumbii turnieju Finalización został klub Deportivo Cali, natomiast wicemistrzem Kolumbii – klub Real Cartagena.
Do Copa Libertadores w roku 2006 zakwalifikowały się następujące kluby:
- Atlético Nacional (mistrz Apertura)
- Deportivo Cali (mistrz Finalización)
- Independiente Santa Fe (lepszy z wicemistrzów w Reclasificación 2005 – runda kwalifikacyjna)

Do Copa Sudamericana w roku 2006 zakwalifikowały się następujące kluby:
- Independiente Medellín (3. miejsce w Reclasificación 2005)
- Tolima Ibagué (5. miejsce w Reclasificación 2005)

Kluby, które spadły do II ligi:
- Unión Magdalena (ostatni w tabeli spadkowej)

Na miejsce spadkowiczów awansowały z drugiej ligi następujące kluby:
- Cúcuta Deportivo – mistrz II ligi

## Torneo Apertura 2005
W turnieju udział wzięło 18 klubów, które na początku rozegrały ze sobą po jednym meczu systemem "każdy z każdym". Najlepszych 8 klubów w końcowej tabeli awansowało do kolejnej, półfinałowej fazy turnieju (Cuadrangulares). Kluby podzielone zostały na dwie grupy po 4 drużyny. Zwycięzcy grup spotkali się w finale w walce o tytuł mistrza Kolumbii.

### Apertura 1
| Data           | Mecz |
| -------------- | --- |
| 12 lutego 2005 | Envigado – Millonarios FC 4:1 Óscar Restrepo 9, Luis Tejada 34, Orlando Ballesteros 66, Hermes Orejuela 81 – Gabriel Fernández 1 |
| 12 lutego 2005 | Deportivo Cali – Independiente Medellín 0:1 César Valoyes 80                                                                     |
| 13 lutego 2005 | Atlético Nacional – America Cali 2:1 Hugo Morales 22, Víctor Aristizábal 55 – Carlos Díaz 31s                                    |
| 13 lutego 2005 | Tolima Ibagué – Deportivo Pasto 1:1 Gonzalo Martínez 46k – David Quirós 71                                                       |
| 13 lutego 2005 | Independiente Santa Fe – Quindío Armenia 3:1 Carlos Ortíz 9, Léider Preciado 52, 63 – Marcos Cardozo 39k                         |
| 13 lutego 2005 | Once Caldas – Real Cartagena 1:0 Néstor Álvarez 73                                                                               |
| 13 lutego 2005 | Boyacá Chicó Tunja – Atlético Huila 1:0 Nilson Pérez 91                                                                          |
| 23 lutego 2005 | Atlético Bucaramanga – Deportivo Pereira 0:1 Carlos Castillo 62                                                                  |
| 9 marca 2005   | Unión Magdalena – Atlético Junior 1:0 Carlos Vilarete 59                                                                         |

### Apertura 2
| Data           | Mecz |
| -------------- | --- |
| 16 lutego 2005 | Atlético Huila – Tolima Ibagué 0:0                                                                                          |
| 16 lutego 2005 | Millonarios FC – Boyacá Chicó Tunja 2:2 Ómar Andrés Rodríguez 40, Gabriel Fernández 51 – Nilson Pérez 6, Watson Rentería 82 |
| 16 lutego 2005 | Deportivo Pereira – Envigado 1:1 Belmer Aguilar 81 – Freddy Guarín 46                                                       |
| 16 lutego 2005 | Independiente Medellín – Atlético Bucaramanga 0:1 Oscar Londoño 56                                                          |
| 16 lutego 2005 | Real Cartagena – Atlético Nacional 1:3 Carlos Preciado 65 – Edixon Perea 27, 85, Aquivaldo Mosquera 58                      |
| 16 lutego 2005 | Quindío Armenia – Once Caldas 0:1 Jefrey Díaz 19                                                                            |
| 16 lutego 2005 | Deportivo Pasto – Independiente Santa Fe 1:1 Óscar Martínez 83 – Léider Preciado 77                                         |
| 23 lutego 2005 | Atlético Junior – Deportivo Cali 3:3 Martín Arzuaga 9, 85, Háider Palacio 75 – Milton Rodríguez 13, 15, Jámison Olave 29    |
| 23 marca 2005  | America Cali – Unión Magdalena 2:1 Jorge Banguero 29, Edinson Chará 84 – Carlos Vilarete 48                                 |

### Apertura 3
| Data             | Mecz |
| ---------------- | --- |
| 19 lutego 2005   | Atlético Nacional – Quindío Armenia 3:0 Víctor Aristizábal 60, Héctor Hurtado 64, José Amaya 88                                            |
| 20 lutego 2005   | Independiente Santa Fe – Tolima Ibagué 0:2 Gonzalo Martínez 75, John Charria 92                                                            |
| 20 lutego 2005   | Unión Magdalena – Real Cartagena 0:1 Carlos Preciado 75                                                                                    |
| 20 lutego 2005   | Atlético Bucaramanga – Atlético Junior 0:2 Juan Carlos Quintero 16k, Lin Carlos Henry 67k                                                  |
| 20 lutego 2005   | Envigado – Independiente Medellín 3:3 Orlando Ballesteros 49, 68, Óscar Restrepo 60 – Diego Álvarez 21, César Valoyes 65, David Montoya 79 |
| 20 lutego 2005   | Boyacá Chicó Tunja – Deportivo Pereira 2:1 Nilson Pérez 40, Anuar Guerrero 70 – Diego Cortés 74                                            |
| 20 lutego 2005   | Atlético Huila – Millonarios FC 1:1 Iván Trujillo 24 – Omar Andrés Rodríguez 26                                                            |
| 20 kwietnia 2005 | Once Caldas – Deportivo Pasto 1:1 Elkin Soto 70 – Santiago Silvera 66                                                                      |
| 20 kwietnia 2005 | America Cali – Deportivo Cali 0:0 |

### Apertura 4
| Data           | Mecz |
| -------------- | --- |
| 26 lutego 2005 | Independiente Santa Fe – Once Caldas 1:0 Léider Preciado 83                                                                              |
| 27 lutego 2005 | Tolima Ibagué – Millonarios FC 3:3 Jáider Arboleda 55, Víctor Bonilla 70, 79 – Alejandro Benítez 60, Ómar Guerra 77, José Moreno Mora 81 |
| 27 lutego 2005 | Deportivo Pereira – Atlético Huila 0:0                                                                                                   |
| 27 lutego 2005 | Atlético Junior – Envigado 3:2 Leonardo Rojano 41, Édgar Zapata 48, Juan Carlos Quintero 49 – Orlando Ballesteros 27, Luis Tejada 64     |
| 27 lutego 2005 | America Cali – Atlético Bucaramanga 1:2 Rubén Darío Bustos 93 – Carlos Salazar 50, Luis José Pérez 62k                                   |
| 27 lutego 2005 | Real Cartagena – Deportivo Cali 0:1 César Hernández 81                                                                                   |
| 27 lutego 2005 | Quindío Armenia – Unión Magdalena 2:0 René Mendieta 33, Hugo Rodallega 81                                                                |
| 27 lutego 2005 | Deportivo Pasto – Atlético Nacional 1:1 Hugo Arrieta 50 – Víctor Aristizábal 43                                                          |
| 27 marca 2005  | Independiente Medellín – Boyacá Chicó Tunja 1:0 Diego Álvarez 67                                                                         |

### Apertura 5
| Data             | Mecz |
| ---------------- | --- |
| 2 marca 2005     | Atlético Nacional – Independiente Santa Fe 1:1 Edixon Perea 50 – Carlos Ortíz 18                                                        |
| 2 marca 2005     | Unión Magdalena – Deportivo Pasto 2:0 Luis Zuleta 9, Leonel Zúñiga 54                                                                   |
| 2 marca 2005     | Deportivo Cali – Quindío Armenia 3:0 Ricardo Ciciliano 75, Milton Rodríguez 79k, Blás Pérez 89                                          |
| 2 marca 2005     | Atlético Bucaramanga – Real Cartagena 0:1 Julián Barahona 51                                                                            |
| 2 marca 2005     | Envigado – America Cali 1:1 Oscar Restrepo 71 – Claudio Elias 80                                                                        |
| 2 marca 2005     | Atlético Huila – Independiente Medellín 1:0 Iván Trujillo 57k                                                                           |
| 2 marca 2005     | Millonarios FC – Deportivo Pereira 3:2 Iván René Valenciano 18, Luis Zapata 51, José Moreno Mora 83 – Ricardo Páez 62, Jorge Agudelo 64 |
| 9 marca 2005     | Once Caldas – Tolima Ibagué 1:2 Dairo Moreno 59 – Víctor Bonilla 8, Emir González 89                                                    |
| 13 kwietnia 2005 | Boyacá Chicó Tunja – Atlético Junior 2:0 Anuar Guerrero 4, Diego Salazar 79                                                             |

### Apertura 6
| Data         | Mecz |
| ------------ | --- |
| 5 marca 2005 | Independiente Medellín – Millonarios FC 2:1 Jaime Castrillón 26, Jackson Martínez 40 – Gabriel Fernández 65 |
| 6 marca 2005 | Tolima Ibagué – Deportivo Pereira 2:0 Gonzalo Martínez 30, Oscar Briceño 83                                 |
| 6 marca 2005 | Atlético Junior – Atlético Huila 1:0 Juan Carlos Quintero 34                                                |
| 6 marca 2005 | America Cali – Boyacá Chicó Tunja 1:1 Leonardo Mina Polo 74 – César Hernández 61                            |
| 6 marca 2005 | Real Cartagena – Envigado 0:1 Orlando Ballesteros 72                                                        |
| 6 marca 2005 | Quindío Armenia – Atlético Bucaramanga 2:1 Carlos Hidalgo 52, Hugo Rodallega 65 – Luis Iriarte 93           |
| 6 marca 2005 | Deportivo Pasto – Deportivo Cali 1:0 Sergio Novoa 72                                                        |
| 6 marca 2005 | Independiente Santa Fe – Unión Magdalena 0:0                                                                |
| 6 marca 2005 | Once Caldas – Atlético Nacional 1:2 Jonathan Fabbro 87 – Edixon Perea 27, Hugo Morales 56                   |

### Apertura 7
| Data          | Mecz |
| ------------- | --- |
| 12 marca 2005 | Deportivo Cali – Independiente Santa Fe 1:1 Milton Rodríguez 43k – Juan Carlos Ramírez 83                                |
| 13 marca 2005 | Atlético Nacional – Tolima Ibagué 1:3 [[Juan Juan Camilo Zúñiga 87 – Víctor Bonilla 7, Yulián Anchico 84, Oscar Passo 93 |
| 13 marca 2005 | Unión Magdalena – Once Caldas 1:1 Orlando Fuentes 47 – Alexis Henriquez 93                                               |
| 13 marca 2005 | Atlético Bucaramanga – Deportivo Pasto 2:0 Armando Carrillo 61, 84                                                       |
| 13 marca 2005 | Envigado – Quindío Armenia 3:0 Orlando Ballesteros 8, 53, Oscar Restrepo 32                                              |
| 13 marca 2005 | Boyacá Chicó Tunja – Real Cartagena 1:2 Evert Palacios]] 85 – Leonardo Enciso 26, Jefferson Torres 44                    |
| 13 marca 2005 | Atlético Huila – America Cali 3:0 Marcio Rodríguez Cruz 4, Nelson Gómez 49, Mauricio Giraldo 89                          |
| 13 marca 2005 | Millonarios FC – Atlético Junior 0:0                                                                                     |
| 13 marca 2005 | Deportivo Pereira – Independiente Medellín 3:0 César Martínez 6, Orlando Rodríguez 15, Elkin Bedoya 80                   |

### Apertura 8
| Data             | Mecz                                                                                    |
| ---------------- | --------------------------------------------------------------------------------------- |
| 15 marca 2005    | Independiente Santa Fe – Atlético Bucaramanga 0:0                                       |
| 16 marca 2005    | Tolima Ibagué – Independiente Medellín 0:0                                              |
| 16 marca 2005    | America Cali – Millonarios FC 1:1 David Ferreira 81 – Omar Rodríguez 60                 |
| 16 marca 2005    | Real Cartagena – Atlético Huila 1:1 Nicolás Tagliani 80 – Mauricio Giraldo 87           |
| 16 marca 2005    | Quindío Armenia – Boyacá Chicó Tunja 1:0 Iván Vélez 82                                  |
| 16 marca 2005    | Deportivo Pasto – Envigado 2:1 Sergio Novoa 28, Oscar Darío Martínez 69 – Luis Tejada 5 |
| 16 marca 2005    | Once Caldas – Deportivo Cali 1:1 Néstor Álvarez 69 – Milton Rodríguez 88                |
| 16 marca 2005    | Atlético Nacional – Unión Magdalena 2:0 Víctor Aristizábal 60, Edixon Perea 83          |
| 27 kwietnia 2005 | Atlético Junior – Deportivo Pereira 2:0 Omar Sebastián Pérez 22, 29                     |

### Apertura 9
| Data          | Mecz |
| ------------- | --- |
| 19 marca 2005 | Millonarios FC – Independiente Santa Fe 0:3 Léider Preciado 37, Víctor Cortés 54, 70                                         |
| 20 marca 2005 | Deportivo Pereira – Once Caldas 2:2 Ricardo Páez 31, César Martínez 72 – Dayro Moreno 70, Herly Alcázar 79                   |
| 20 marca 2005 | Independiente Medellín – Atlético Nacional 0:4 Edixon Perea 66, Víctor Aristizábal 84, 87, [[Juan Juan Camilo Zúñiga 90      |
| 20 marca 2005 | Atlético Junior – Unión Magdalena 0:1 Carlos Vilarete 85                                                                     |
| 20 marca 2005 | Deportivo Cali – America Cali 2:0 Ricardo Ciciliano 18, Milton Rodríguez 64                                                  |
| 20 marca 2005 | Real Cartagena – Atlético Bucaramanga 1:0 Manuel Galarcio 39                                                                 |
| 20 marca 2005 | Quindío Armenia – Envigado 1:4 Iván Vélez 34 – Orlando Ballesteros 31, Luis Tejada 41, Oscar Restrepo 67, Hermes Orejuela 87 |
| 20 marca 2005 | Deportivo Pasto – Boyacá Chicó Tunja 1:0 Santiago Silvera 36                                                                 |
| 20 marca 2005 | Tolima Ibagué – Atlético Huila 1:2 Célimo Polo 53 – Hilario Cuenú 24s, Fabián Cuellar 52                                     |

### Apertura 10
| Data            | Mecz |
| --------------- | --- |
| 2 kwietnia 2005 | Deportivo Cali – Atlético Nacional 3:3 Milton Rodríguez 27, 48k, Álvaro Domínguez 36 – Edixon Perea 34, 59, 65                                   |
| 2 kwietnia 2005 | Envigado – Independiente Santa Fe 2:1 Orlando Ballesteros 29, Oscar Restrepo 55k – Víctor Cortés 51                                              |
| 3 kwietnia 2005 | Unión Magdalena – Tolima Ibagué 0:0 |
| 3 kwietnia 2005 | Atlético Bucaramanga – Once Caldas 1:1 Oscar Londoño 34 – Julián Díaz 63                                                                         |
| 3 kwietnia 2005 | Boyacá Chicó Tunja – Deportivo Pasto 3:4 Anuar Guerrero 20, Watson Rentería 16, 34 – Santiago Silvera 16, 65, Diego Valdés 61, Óscar Martínez 64 |
| 3 kwietnia 2005 | Atlético Huila – Quindío Armenia 2:0 |
| 3 kwietnia 2005 | Millonarios FC – Real Cartagena 2:1 José Moreno Mora 17pen, Gabriel Fernández 29 – Nicolás Tagliani 10                                           |
| 3 kwietnia 2005 | Deportivo Pereira – America Cali 1:2 Ricardo Páez 20 – Néstor Salazar 58, 62                                                                     |
| 3 kwietnia 2005 | Independiente Medellín – Atlético Junior 1:0 Diego Álvarez 67                                                                                    |

### Apertura 11
| Data            | Mecz |
| --------------- | --- |
| 31 marca 2005   | Tolima Ibagué – Atlético Junior 1:1 Víctor Bonilla 41 – Emerson Acuña 64                                                      |
| 6 kwietnia 2005 | Quindío Armenia – Millonarios FC 3:3 Hugo Rodallega 16, 36k, 85 – José Moreno Mora 29, 42k, Facundo Argüello 91               |
| 6 kwietnia 2005 | Deportivo Pasto – Atlético Huila 3:1 Luis Eduardo Lora 4, Diego Valdés 7k, 58 – Iván Trujillo 19                              |
| 6 kwietnia 2005 | Independiente Santa Fe – Boyacá Chicó Tunja 1:0 Juan Carlos Ramírez 26                                                        |
| 6 kwietnia 2005 | Once Caldas – Envigado 2:2 Dairo Moreno 47, Tressor Moreno 83 – Luis Tejada 37, 63                                            |
| 6 kwietnia 2005 | Atlético Nacional – Atlético Bucaramanga 3:2 Víctor Hugo Aristizábal 44, 47k, 72 – Armando Carrillo 12, Weimar Olivares 63    |
| 6 kwietnia 2005 | Unión Magdalena – Deportivo Cali 2:0 Luis Zuleta 61, Carlos Vilarete 82                                                       |
| 6 kwietnia 2005 | America Cali – Independiente Medellín 3:2 Jorge Banguero 2, 82, Leonardo Mina Polo 34 – Diego Álvarez 32, Jackson Martínez 49 |
| 6 kwietnia 2005 | Real Cartagena – Deportivo Pereira 1:1 Manuel Galarcio 92 – César Martínez 20                                                 |

### Apertura 12
| Data             | Mecz |
| ---------------- | --- |
| 9 kwietnia 2005  | Envigado – Atlético Nacional 2:4 Óscar Restrepo 34, Luis Tejada 66 – Edixon Perea 18, 57, Víctor Aristizábal 31, 40                                                   |
| 10 kwietnia 2005 | Deportivo Cali – Tolima Ibagué 1:2 Blás Pérez 1 – Oscar Briceño 47, Jáider Arboleda 91                                                                                |
| 10 kwietnia 2005 | Atlético Bucaramanga – Unión Magdalena 2:1 Henry Hernández 34, Alex Orrego 55 – Pablo Quandt 36                                                                       |
| 10 kwietnia 2005 | Atlético Junior – America Cali 5:3 Háider Palacio 10, Juan Carlos Quintero 32, Rodrigo Teixeira 58, 70, Martín Arzuaga 80 – Giovanni Arrechea 8, 36, Edinson Chará 14 |
| 10 kwietnia 2005 | Boyacá Chicó Tunja – Once Caldas 1:1 Diego Salazar 85 – Javier Araújo 76                                                                                              |
| 10 kwietnia 2005 | Atlético Huila – Independiente Santa Fe 0:0 |
| 10 kwietnia 2005 | Millonarios FC – Deportivo Pasto 2:2 José Moreno Mora 4, Facundo Argüello 77 – Santiago Silvera 18, Sergio Novoa 50                                                   |
| 10 kwietnia 2005 | Deportivo Pereira – Quindío Armenia 1:1 Jorge Agudelo 32 – Hugo Rodallega 84                                                                                          |
| 10 kwietnia 2005 | Independiente Medellín – Real Cartagena 2:1 Diego Álvarez 21, 92 – Carmelo Valencia 83                                                                                |

### Apertura 13
| Data             | Mecz |
| ---------------- | --- |
| 16 kwietnia 2005 | Atlético Nacional – Boyacá Chicó Tunja 2:0 Hugo Morales 60, Víctor Aristizábal 7                                   |
| 17 kwietnia 2005 | Tolima Ibagué – America Cali 0:0                                                                                   |
| 17 kwietnia 2005 | Real Cartagena – Atlético Junior 3:1 Manuel Galarcio 3, Leonardo Enciso 30, Carlos Preciado 92 – Evert Salas 14    |
| 17 kwietnia 2005 | Quindío Armenia – Independiente Medellín 0:0                                                                       |
| 17 kwietnia 2005 | Independiente Santa Fe – Millonarios FC 0:1 Gabriel Fernández 31                                                   |
| 17 kwietnia 2005 | Once Caldas – Atlético Huila 1:0 Elkin Soto 43                                                                     |
| 17 kwietnia 2005 | Deportivo Pasto – Deportivo Pereira 0:0                                                                            |
| 17 kwietnia 2005 | Unión Magdalena – Envigado 1:3 Carlos Vilarete 32 – Johnatan Estrada 25, Orlando Ballesteros 40, Andrés Casañas 89 |
| 17 kwietnia 2005 | Deportivo Cali – Atlético Bucaramanga 2:0 Jámison Olave 4, César González 25                                       |

### Apertura 14
| Data             | Mecz |
| ---------------- | --- |
| 23 kwietnia 2005 | Millonarios FC – Once Caldas 0:3 Tressor Moreno 23, Elkin Soto 49, Javier Araújo 59                                       |
| 23 kwietnia 2005 | America Cali – Real Cartagena 2:1 David Ferreira 20, Andrés González 76 – Leonardo Enciso 13                              |
| 24 kwietnia 2005 | Atlético Bucaramanga – Tolima Ibagué 0:0                                                                                  |
| 24 kwietnia 2005 | Envigado – Deportivo Cali 0:0                                                                                             |
| 24 kwietnia 2005 | Boyacá Chicó Tunja – Unión Magdalena 1:0 Wilmides Cotes 85                                                                |
| 24 kwietnia 2005 | Atlético Huila – Atlético Nacional 0:0                                                                                    |
| 24 kwietnia 2005 | Deportivo Pereira – Independiente Santa Fe 0:1 Luis Yánes 71                                                              |
| 24 kwietnia 2005 | Independiente Medellín – Deportivo Pasto 2:1 Diego Álvarez 63, César Valoyes 80 – Juan Fernando Rebolledo 82              |
| 24 kwietnia 2005 | Atlético Junior – Quindío Armenia 3:1 Lin Carlos Henry 7, Omar Sebastián Pérez 20, Rodrigo Texeira 50 – Hugo Rodallega 41 |

### Apertura 15
| Data             | Mecz                                                                                            |
| ---------------- | ----------------------------------------------------------------------------------------------- |
| 30 kwietnia 2005 | Independiente Santa Fe – Independiente Medellín 2:1 Víctor Cortés 7, 90 – David Montoya 64      |
| 1 maja 2005      | Tolima Ibagué – Real Cartagena 1:2 Víctor Bonilla 70 – Luis Omar Valencia 63, Eder Hernández 80 |
| 1 maja 2005      | Quindío Armenia – America Cali 1:0 Iván Vélez 13                                                |
| 1 maja 2005      | Deportivo Pasto – Atlético Junior 2:1 Sergio Novoa 53, Einer Viveros 68 – Leonardo Rojano 76    |
| 1 maja 2005      | Once Caldas – Deportivo Pereira 1:0 Elkin Soto 80                                               |
| 1 maja 2005      | Atlético Nacional – Millonarios FC 1:1 Humberto Mendoza 1 – Rafael Robayo 81                    |
| 1 maja 2005      | Unión Magdalena – Atlético Huila 0:1 Duván Hernández 48                                         |
| 1 maja 2005      | Deportivo Cali – Boyacá Chicó Tunja 1:0 Álvaro Domínguez 87                                     |
| 1 maja 2005      | Atlético Bucaramanga – Envigado 0:0                                                             |

### Apertura 16
| Data        | Mecz                                                                           |
| ----------- | ------------------------------------------------------------------------------ |
| 1 maja 2005 | Envigado – Tolima Ibagué 2:0 Sergio Guzmán 57, Orlando Ballesteros 81          |
| 1 maja 2005 | Boyacá Chicó Tunja – Atlético Bucaramanga 2:0 Wason Libardo Rentería 18, 82    |
| 1 maja 2005 | Atlético Huila – Deportivo Cali 2:0 Breiner Belalcazar 60, Fabián Cuellar 86   |
| 1 maja 2005 | Millonarios FC – Unión Magdalena 1:0 José Moreno Mora 92                       |
| 1 maja 2005 | Deportivo Pereira – Atlético Nacional 1:1 Ricardo Álvarez 45 – Camilo Pérez 15 |
| 1 maja 2005 | Independiente Medellín – Once Caldas 1:0 Jair Benítez 66k                      |
| 1 maja 2005 | Atlético Junior – Independiente Santa Fe 1:1 Háider Palacio 39 – Luis Yáñez 51 |
| 1 maja 2005 | America Cali – Deportivo Pasto 1:0 Jerson González 18                          |
| 1 maja 2005 | Real Cartagena – Quindío Armenia 1:0 Eder Hernández 91                         |

### Apertura 17
| Data        | Mecz |
| ----------- | --- |
| 1 maja 2005 | Tolima Ibagué – Quindío Armenia 3:0 Oscar Briceño 45, Víctor Bonilla 47, 67                                                                                           |
| 1 maja 2005 | Deportivo Pasto – Real Cartagena 1:1 Santiago Silvera 61 – Carmelo Valencia 32                                                                                        |
| 1 maja 2005 | Independiente Santa Fe – America Cali 2:5 Mario Efraín Gómez 5, Mario González 51 – Juan Quiñónez 4, Julián Viáfara 32k, Giovanni Arrechea 43, 58k, Néstor Salazar 52 |
| 1 maja 2005 | Once Caldas – Atlético Junior 2:1 Dairo Moreno 15, 68 – Martín Arzuaga 78                                                                                             |
| 1 maja 2005 | Atlético Nacional – Independiente Medellín 3:1 Hugo Morales 4, Edixon Perea 6, Víctor Aristizábal 60 – Carlos Rivera 45                                               |
| 1 maja 2005 | Unión Magdalena – Deportivo Pereira 1:1 Carlos Vilarete 40k – Orlando Rodríguez 7                                                                                     |
| 1 maja 2005 | Deportivo Cali – Millonarios FC 4:2 Blás Pérez 8, Milton Rodríguez 73, 91, Freddy Hurtado 92 – Gabriel Fernández 13, 43                                               |
| 1 maja 2005 | Atlético Bucaramanga – Atlético Huila 2:0 Hernán Sarmiento 50, Oscar Londoño 61                                                                                       |
| 1 maja 2005 | Envigado – Boyacá Chicó Tunja 1:2 Jonathan Estrada 41 – Wason Rentería 70, 87                                                                                         |

### Apertura 18
| Data        | Mecz |
| ----------- | --- |
| 1 maja 2005 | Boyacá Chicó Tunja – Tolima Ibagué 0:0 |
| 1 maja 2005 | Atlético Huila – Envigado 2:1 Iván Trujillo 37, Wilmer Saldaña 90 – Óscar Restrepo 83                                                       |
| 1 maja 2005 | Millonarios FC – Atlético Bucaramanga 1:1 Gabriel Fernández 93 – Henry Hernández 79                                                         |
| 1 maja 2005 | Deportivo Pereira – Deportivo Cali 0:2 Milton Rodríguez 83k, 85                                                                             |
| 1 maja 2005 | Independiente Medellín – Unión Magdalena 5:0 Jackson Martínez 9, Camilo Giraldo 43, Jorge Serna 46, Mauricio Molina 64, Jaime Castrillón 67 |
| 1 maja 2005 | America Cali – Once Caldas 1:1 Jerson González 40 – Tressor Moreno 42                                                                       |
| 1 maja 2005 | Atlético Junior – Atlético Nacional 2:0 Rodrigo Teixeira 76, Jamerson Rentería 85                                                           |
| 1 maja 2005 | Real Cartagena – Independiente Santa Fe 0:2 Víctor Cortés 19, Léider Preciado 78                                                            |
| 1 maja 2005 | Quindío Armenia – Deportivo Pasto 1:1 Carlos Hidalgo 19 – Hugo Arrieta 75k                                                                  |

### Tabela końcowa turnieju Apertura 2005
| Poz | Klub                   | Mecze | Zw | Rem | Por | Pkt | BrZd | BrStr |
| --- | ---------------------- | ----- | -- | --- | --- | --- | ---- | ----- |
| 1   | Atlético Nacional      | 18    | 10 | 6   | 2   | 36  | 36   | 20    |
| 2   | Independiente Santa Fe | 18    | 7  | 7   | 4   | 28  | 20   | 16    |
| 3   | Independiente Medellín | 18    | 8  | 3   | 7   | 27  | 22   | 23    |
| 4   | Envigado               | 18    | 7  | 6   | 5   | 27  | 33   | 24    |
| 5   | Deportivo Cali         | 18    | 7  | 6   | 5   | 27  | 24   | 18    |
| 6   | Atlético Huila         | 18    | 7  | 6   | 5   | 27  | 16   | 12    |
| 7   | Tolima Ibagué          | 18    | 6  | 9   | 3   | 27  | 21   | 14    |
| 8   | Once Caldas            | 18    | 6  | 8   | 4   | 26  | 21   | 17    |
| 9   | Deportivo Pasto        | 18    | 6  | 8   | 4   | 26  | 22   | 21    |
| 10  | Atlético Junior        | 18    | 7  | 4   | 7   | 25  | 26   | 23    |
| 11  | Real Cartagena         | 18    | 7  | 3   | 8   | 24  | 18   | 20    |
| 12  | America Cali           | 18    | 6  | 6   | 6   | 24  | 24   | 26    |
| 13  | Boyacá Chicó Tunja     | 18    | 6  | 4   | 8   | 22  | 18   | 19    |
| 14  | Millonarios FC         | 18    | 4  | 9   | 5   | 21  | 25   | 33    |
| 15  | Atlético Bucaramanga   | 18    | 5  | 5   | 8   | 20  | 14   | 18    |
| 16  | Unión Magdalena        | 18    | 4  | 4   | 10  | 16  | 11   | 22    |
| 17  | Quindío Armenia        | 18    | 4  | 4   | 10  | 16  | 14   | 32    |
| 18  | Deportivo Pereira      | 18    | 2  | 8   | 8   | 14  | 15   | 22    |

### Apertura Cuadrangulares

#### Apertura Cuadrangulares 1
| Data         | Mecz |
| ------------ | --- |
| 18 maja 2005 | Atlético Nacional – Deportivo Cali 0:0 |
| 18 maja 2005 | Tolima Ibagué – Independiente Medellín 3:1 Víctor Bonilla 31, 71k, John Charria 52 – Ricardo Steer 85                                              |
| 18 maja 2005 | Independiente Santa Fe – Atlético Huila 4:2 Léider Preciado 10, 50, Carlos Ortíz 45, Nelson Flórez 85 – Iván Trujillo 26, Marcio Rodríguez Cruz 58 |
| 18 maja 2005 | Envigado – Once Caldas 2:1 Orlando Ballesteros 52, Oscar Restrepo 87 – Jáminson Hurtado 71                                                         |

#### Apertura Cuadrangulares 2
| Data         | Mecz |
| ------------ | --- |
| 22 maja 2005 | Deportivo Cali – Tolima Ibagué 0:1 Juan Carlos Escobar 50                                                      |
| 22 maja 2005 | Independiente Medellín – Atlético Nacional 1:2 Jackson Martínez 31 – Víctor Aristizábal 38pen, Edixon Perea 93 |
| 22 maja 2005 | Atlético Huila – Envigado 2:2 Cristian Rodríguez 60, Lionard Pajoy 71 – Oscar Restrepo 33, Luis Tejada 87      |
| 22 maja 2005 | Once Caldas – Independiente Santa Fe 0:1 Léider Preciado 4                                                     |

#### Apertura Cuadrangulares 3
| Data         | Mecz |
| ------------ | --- |
| 25 maja 2005 | Deportivo Cali – Independiente Medellín 1:2 Giovanni García 63 – Mauricio Molina 38, Jaime Castrillón 87                                    |
| 25 maja 2005 | Atlético Huila – Once Caldas 2:2 Jair Arrechea 25, Iván Trujillo 70 – Herly Alcázar 6, 65                                                   |
| 25 maja 2005 | Independiente Santa Fe – Envigado 0:2 Orlando Ballesteros 70, 79                                                                            |
| 26 maja 2005 | Atlético Nacional – Tolima Ibagué 4:1 Víctor Aristizábal 48, Hugo Morales 52, Humberto Mendoza 61, Edixon Perea 87 – Juan Carlos Escobar 24 |

#### Apertura Cuadrangulares 4
| Data            | Mecz |
| --------------- | --- |
| 11 czerwca 2005 | Envigado – Independiente Santa Fe 0:1 Luis Alfredo Yáñez 85 |
| 12 czerwca 2005 | Independiente Medellín – Deportivo Cali 4:3 Diego Álvarez 38, César Baloyes 46, Mauricio Molina 70, 84k – Milton Rodríguez 5, Ricardo Ciciliano 58, Edwin Carrillo 65 |
| 12 czerwca 2005 | Tolima Ibagué – Atlético Nacional 1:1 Víctor Bonilla 77 – Edixon Perea 24                                                                                             |
| 12 czerwca 2005 | Once Caldas – Atlético Huila 2:2 Duván Hernández 28s, Herly Alcázar 82 – Cristian González 52, Lionard Pajoy 63                                                       |

#### Apertura Cuadrangulares 5
| Data            | Mecz |
| --------------- | --- |
| 15 czerwca 2005 | Tolima Ibagué – Deportivo Cali 3:1 Oscar Briceño 13, 69, Víctor Bonilla 65 – Milton Rodríguez 43            |
| 15 czerwca 2005 | Atlético Nacional – Independiente Medellín 2:1 Héctor Hurtado 8, Víctor Aristizábal 27 – Mauricio Molina 10 |
| 15 czerwca 2005 | Envigado – Atlético Huila 2:1 Oscar Restrepo 18, 66 – Wilmer Saldaña 56                                     |
| 15 czerwca 2005 | Independiente Santa Fe – Once Caldas 2:0 Léider Preciado 9, Carlos Ortíz 85                                 |

#### Apertura Cuadrangulares 6
| Data            | Mecz |
| --------------- | --- |
| 19 czerwca 2005 | Deportivo Cali – Atlético Nacional 1:2 Ricardo Siciliano 11 – Oscar Echeverri 33, 82                                       |
| 19 czerwca 2005 | Independiente Medellín – Tolima Ibagué 2:4 Diego Álvarez 24, 56 – Víctor Bonilla 2, 59, Oscar Passo 67, Jáider Arboleda 73 |
| 19 czerwca 2005 | Atlético Huila – Independiente Santa Fe 1:0 Nélson Gómez 68                                                                |
| 19 czerwca 2005 | Once Caldas – Envigado 1:1 Julián Díaz 69 – Sergio Guzmán 91                                                               |

#### Tabele końcowe Apertura Cuadrangulares
| Poz | Klub                   | Mecze | Zw | Rem | Por | Pkt | BrZd | BrStr |
| --- | ---------------------- | ----- | -- | --- | --- | --- | ---- | ----- |
| 1   | Atlético Nacional      | 6     | 4  | 2   | 0   | 14  | 11   | 5     |
| 2   | Tolima Ibagué          | 6     | 4  | 1   | 1   | 13  | 13   | 9     |
| 3   | Independiente Medellín | 6     | 2  | 0   | 4   | 6   | 11   | 15    |
| 4   | Deportivo Cali         | 6     | 0  | 1   | 5   | 1   | 6    | 12    |

| Poz | Klub                   | Mecze | Zw | Rem | Por | Pkt | BrZd | BrStr |
| --- | ---------------------- | ----- | -- | --- | --- | --- | ---- | ----- |
| 1   | Independiente Santa Fe | 6     | 4  | 0   | 2   | 12  | 8    | 5     |
| 2   | Envigado               | 6     | 3  | 2   | 1   | 11  | 9    | 6     |
| 3   | Atlético Huila         | 6     | 1  | 3   | 2   | 6   | 10   | 12    |
| 4   | Once Caldas            | 6     | 0  | 3   | 3   | 3   | 6    | 10    |

### Apertura Finalisima
Źródło: http://www.colombia.com/futbol/torneo_apertura/2005/f_anteriores.asp
| Independiente Santa Fe – Atlético Nacional 0:0 i 0:2 |
| 22 czerwca 2005 Independiente Santa Fe – Atlético Nacional 0:0 Sędzia: ? Santa Fe Corporación Deportiva (trener Germán González): Luis Martínez – Nelson Flórez, Nelson Artigas Olveira, John Freddy Tierradentro, Jorge Andrés Rojas (90 Víctor Cortés), Carlos Ortíz, Aldo Ramírez, Juan Carlos Ramírez, Mario Efraín Gómez (64 Mario González), Léider Preciado, Luis Yánes Corporación Deportiva Club Atlético Nacional (trener Santiago Escobar): Andrés Saldarriaga – Camilo Pérez (6 Carlos Alberto Díaz), Humberto Mendoza, Aquivaldo Mosquera, Luis Felipe Chará, Mauricio Serna, José Amaya, Hugo Morales, Héctor Hurtado, Oscar Echeverry (88 Róbinson Muñoz), Carlos Álvarez (68 Jaír Rambal) |
| 26 czerwca 2005 Atlético Nacional – Independiente Santa Fe 2:0 (0:0) Sędzia: Jorge Hernán Hoyos (José Hoover Navia, Juan Carlos Bedoya) Bramki: 1:0 Carlos Díaz 80, 2:0 Oscar Echeverry 82 Corporación Deportiva Club Atlético Nacional (trener Santiago Escobar): Andrés Saldarriaga – Carlos Alberto Díaz, Juan Carlos Mosquera, Hugo Soto, Juan Camilo Zúñiga (55 Jaír Rambal), Mauricio Serna, Christian Marrugo, Róbinson Muñoz, Hugo Morales, Víctor Aristizábal, Carlos Álvarez (63 Óscar Echeverry) Santa Fe Corporación Deportiva (trener Germán González): Luis Martínez – Nelson Flórez, Nelson Artigas Olveira, John Freddy Tierradentro, Jorge Andrés Rojas, Oscar Rueda (82 Víctor Cortés), Juan Carlos Ramírez, Carlos Ortíz, Aldo Leão Ramírez (73 Mario Efraín Gómez), Juan Carlos Toja, Luis Yánes Źródło: http://www.primerapagina.com.co/MostrarDocumentoPublico.aspx?id=1118739 |

Mistrzem Kolumbii turnieju Apertura w roku 2005 został klub Atlético Nacional, natomiast wicemistrzem Kolumbii – klub Independiente Santa Fe.

## Torneo Finalización 2005
W turnieju udział wzięło 18 klubów, które na początku rozegrały ze sobą po jednym meczu systemem "każdy z każdym". Najlepszych 8 klubów w końcowej tabeli awansowało do kolejnej, półfinałowej fazy turnieju (Cuadrangulares). Kluby podzielone zostały na dwie grupy po 4 drużyny. Zwycięzcy grup spotkali się w finale w walce o tytuł mistrza Kolumbii.

### Finalización 1
| Data          | Mecz |
| ------------- | --- |
| 10 lipca 2005 | Deportivo Pasto – Tolima Ibagué 2:1 Sergio Novoa 28, Carmelo Valencia 86 – Leonardo Mina Polo 40        |
| 10 lipca 2005 | Quindío Armenia – Independiente Santa Fe 0:0                                                            |
| 10 lipca 2005 | Real Cartagena – Once Caldas 3:0 Luis Omar Valencia 23, Jamerson Rentería 60, 74                        |
| 10 lipca 2005 | America Cali – Atlético Nacional 1:0 José Moreno Mora 78                                                |
| 10 lipca 2005 | Atlético Junior – Unión Magdalena 2:1 Emerson Acuña 4, Santiago Silvera 50 – Luis Fernando Fernández 92 |
| 10 lipca 2005 | Independiente Medellín – Deportivo Cali 0:1 Hernando Patiño 42                                          |
| 10 lipca 2005 | Deportivo Pereira – Atlético Bucaramanga 1:0 Gerson González 45                                         |
| 10 lipca 2005 | Millonarios FC – Envigado 2:1 Gabriel Fernández 54, Wilson Carpintero 87 – Cristian González 4          |
| 10 lipca 2005 | Atlético Huila – Boyacá Chicó Tunja 3:0 David Quiróz 33, Jorge Díaz 60, Nelson Gómez 91                 |

### Finalización 2
| Data          | Mecz |
| ------------- | --- |
| 16 lipca 2005 | Deportivo Cali – Atlético Junior 4:1 Álvaro Domínguez 2, Habyson Escobar 58, 62, Ricardo Ciciliano 87 – Emerson Acuña 11 |
| 17 lipca 2005 | Tolima Ibagué – Atlético Huila 2:0 Belmer Aguilar 34, Leonardo Mina Polo 60                                              |
| 17 lipca 2005 | Boyacá Chicó Tunja – Millonarios FC 0:2 Gabriel Héctor Fernández 38, Martín García 85                                    |
| 17 lipca 2005 | Envigado – Deportivo Pereira 2:1 Oscar Restrepo 1, Hermes Orejuela 65 – Hernán Cardona 92                                |
| 17 lipca 2005 | Atlético Bucaramanga – Independiente Medellín 4:0 Edward Jiménez 38, 75, Vicente Preciado 55, Julián Téllez 90           |
| 17 lipca 2005 | Unión Magdalena – America Cali 1:3 Erwin Carrillo 16 – Óscar Villareal 10, Giovanni Arrechea 77, Rubén Darío Bustos 83   |
| 17 lipca 2005 | Atlético Nacional – Real Cartagena 1:1 Víctor Aristizábal 92k – Jamerson Rentería 70                                     |
| 17 lipca 2005 | Once Caldas – Quindío Armenia 1:0 Rubén Darío Velásquez 28                                                               |
| 17 lipca 2005 | Independiente Santa Fe – Deportivo Pasto 2:0 Víctor Cortés 18, Luis Alfredo Yáñez 47                                     |

### Finalización 3
| Data          | Mecz |
| ------------- | --- |
| 23 lipca 2005 | Millonarios FC – Atlético Huila 2:0 Martín García 59, Gabriel Fernández 68                              |
| 24 lipca 2005 | Tolima Ibagué – Independiente Santa Fe 2:1 Leonardo Mina Polo 3, Bélmer Aguilar 76 – Léider Preciado 43 |
| 24 lipca 2005 | Deportivo Pasto – Once Caldas 0:0                                                                       |
| 24 lipca 2005 | Quindío Armenia – Atlético Nacional 1:1 John Valencia 61 – Víctor Aristizábal 53                        |
| 24 lipca 2005 | Real Cartagena – Unión Magdalena 2:1 Jamerson Rentería 63, Pedro Ortega 74 – Oswaldo Mackenzie 50       |
| 24 lipca 2005 | Atlético Junior – Atlético Bucaramanga 0:0                                                              |
| 24 lipca 2005 | Independiente Medellín – Envigado 1:1 Jackson Martínez 62 – Oscar Restrepo 35k                          |
| 24 lipca 2005 | Deportivo Pereira – Boyacá Chicó Tunja 2:0 Néstor Salazar 10, Carlos Salazar 92                         |
| 27 lipca 2005 | America Cali – Deportivo Cali 2:0 Jorge Banguero 38, José Moreno Mora 75                                |

### Finalización 4
| Data          | Mecz |
| ------------- | --- |
| 30 lipca 2005 | Once Caldas – Independiente Santa Fe 0:0                                                                             |
| 31 lipca 2005 | Millonarios FC – Tolima Ibagué 2:0 Wilson Carpintero 58, 87                                                          |
| 31 lipca 2005 | Envigado – Atlético Junior 3:0 Orlando Ballesteros 67, Camilo Giraldo 71, Sergio Guzmán 87                           |
| 31 lipca 2005 | Boyacá Chicó Tunja – Independiente Medellín 2:1 Anuar Guerrero 10, Wason Rentería 45 – Diego Álvarez 29              |
| 31 lipca 2005 | Atlético Bucaramanga – America Cali 0:2 Harrison Otálvaro 17, José Moreno Mora 88                                    |
| 31 lipca 2005 | Deportivo Cali – Real Cartagena 2:2 Hugo Rodallega 11, 87 – Jamerson Rentería 66, Frank Pacheco 71                   |
| 31 lipca 2005 | Unión Magdalena – Quindío Armenia 0:1 Carlos Hidalgo 90                                                              |
| 31 lipca 2005 | Atlético Nacional – Deportivo Pasto 1:0 Luciano Vera 8                                                               |
| 31 lipca 2005 | Atlético Huila – Deportivo Pereira 1:2 Mauricio Giraldo 87 – Néstor Salazar 69, Jorge López Caballero Caballero]] 89 |

### Finalización 5
| Data            | Mecz |
| --------------- | --- |
| 3 sierpnia 2005 | Tolima Ibagué – Once Caldas 3:1 Víctor Bonilla 8, Óscar Briceño 26, Jáider Arboleda 92 – Arnulfo Valentierra 85               |
| 3 sierpnia 2005 | Independiente Santa Fe – Atlético Nacional 1:2 Léider Preciado 83 – Víctor Aristizábal 54, Leonardo Fabio Moreno 91           |
| 3 sierpnia 2005 | Deportivo Pasto – Unión Magdalena 1:1 Fabián Arregocés 67s – Fabián Arregocés 87                                              |
| 3 sierpnia 2005 | Quindío Armenia – Deportivo Cali 1:1 Ómar Santacruz 70 – Ricardo Ciciliano 72                                                 |
| 3 sierpnia 2005 | Real Cartagena – Atlético Bucaramanga 3:0 Luis Ómar Valencia 1, Carlos Preciado 37, Jámerson Rentería 49                      |
| 3 sierpnia 2005 | America Cali – Envigado 1:0 Giovanni Arrechea 54                                                                              |
| 3 sierpnia 2005 | Atlético Junior – Boyacá Chicó Tunja 2:1 Matías Espíndola 9s, Rafael Barraza 38 – Gustavo Quijano 68                          |
| 3 sierpnia 2005 | Independiente Medellín – Atlético Huila 4:1 Juan Sebastián Botero 20, Diego Álvarez 42, 63, Lewis Ochoa 85 – Jair Arrechea 72 |
| 3 sierpnia 2005 | Deportivo Pereira – Millonarios FC 0:2 Martín García 40, Ricardo Pérez 45                                                     |

### Finalización 6
| Data            | Mecz |
| --------------- | --- |
| 6 sierpnia 2005 | Millonarios FC – Independiente Medellín 1:0 Ricardo Pérez 82                                                   |
| 7 sierpnia 2005 | Deportivo Pereira – Tolima Ibagué 2:0 Arnold Palacios 23, Carlos Salazar 78                                    |
| 7 sierpnia 2005 | Atlético Huila – Atlético Junior 1:2 Wilmer Saldaña 44 – Martín Arzuaga 46, Rafael Barrasa 55                  |
| 7 sierpnia 2005 | Boyacá Chicó Tunja – America Cali 1:0 Diego Salazar 89                                                         |
| 7 sierpnia 2005 | Envigado – Real Cartagena 1:1 Cristian González 4 – Juan Domínguez 15                                          |
| 7 sierpnia 2005 | Atlético Bucaramanga – Quindío Armenia 2:0 Felipe Rivas 4, Edward Jiménez 16                                   |
| 7 sierpnia 2005 | Deportivo Cali – Deportivo Pasto 2:2 Harold Herrera 70, Hugo Rodallega 88 – Javier Araújo 16, Iván Restrepo 20 |
| 7 sierpnia 2005 | Unión Magdalena – Independiente Santa Fe 1:1 Oswaldo Mackenzie 39k – Luis Yánes 59                             |
| 7 sierpnia 2005 | Atlético Nacional – Once Caldas 2:1 Aldo Ramírez 70, Óscar Echeverry 81 – Elkin Soto 38                        |

### Finalización 7
| Data             | Mecz |
| ---------------- | --- |
| 13 sierpnia 2005 | Tolima Ibagué – Atlético Nacional 1:1 Emir González 34 – Gerardo Bedoya 6                                                                             |
| 14 sierpnia 2005 | Once Caldas – Unión Magdalena 4:0 Dayro Moreno 2, Andrés Casañas 57, Ismael Espiga 79, 81                                                             |
| 14 sierpnia 2005 | Independiente Santa Fe – Deportivo Cali 1:3 Luis Yáñez 71 – Ricardo Ciciliano 28k, Breiner Belalcázar 46, Habynson Escobar 91                         |
| 14 sierpnia 2005 | Deportivo Pasto – Atlético Bucaramanga 1:0 Jorge Agudelo 66                                                                                           |
| 14 sierpnia 2005 | Quindío Armenia – Envigado 2:0 Omar Santacruz 24, Carlos Hidalgo 26                                                                                   |
| 14 sierpnia 2005 | Real Cartagena – Boyacá Chicó Tunja 2:1 Jamerson Rentería 18, Luis Omar Valencia 72 – Anuar Guerrero 86                                               |
| 14 sierpnia 2005 | America Cali – Atlético Huila 2:1 Giovanni Arrechea 38, Jorge Banguero 84 – Jorge Díaz 54k                                                            |
| 14 sierpnia 2005 | Atlético Junior – Millonarios FC 4:3 Edgar Zapata 14, 17, Martín Arzuaga 56, Freddy Arrieta 84 – Gabriel Fernández 30, 35, Jaime Andrés Bustamante 40 |
| 14 sierpnia 2005 | Independiente Medellín – Deportivo Pereira 2:0 Jaime Castrillón 40, 68                                                                                |

### Finalización 8
| Data             | Mecz |
| ---------------- | --- |
| 20 sierpnia 2005 | Deportivo Cali – Once Caldas 3:0 Hugo Rodallega 26, 61, Blás Pérez 86                                               |
| 21 sierpnia 2005 | Independiente Medellín – Tolima Ibagué 0:2 Leonardo Mina Polo 46, 50                                                |
| 21 sierpnia 2005 | Deportivo Pereira – Atlético Junior 2:1 Néstor Salazar 50, Hernán Cardona 83 – Martín Arzuaga 54                    |
| 21 sierpnia 2005 | Atlético Huila – Real Cartagena 2:2 Jorge Díaz 70, Léiner Gómez 75 – Frank Pacheco 6, Eder Hernández 56             |
| 21 sierpnia 2005 | Boyacá Chicó Tunja – Quindío Armenia 0:2 Omar Santacruz 34, Carlos Gutiérrez 40                                     |
| 21 sierpnia 2005 | Atlético Bucaramanga – Independiente Santa Fe 3:0 Emerson Chamorro 10, Jeferson Alvarez 15, Edwards Jiménez 84      |
| 21 sierpnia 2005 | Unión Magdalena – Atlético Nacional 2:2 José Betancurt 43, Rubiel Quintana 77 – Héctor Hurtado 10, Marcelo Ramos 30 |
| 21 sierpnia 2005 | Millonarios FC – America Cali 0:1 Óscar Villareal 64                                                                |
| 21 sierpnia 2005 | Envigado – Deportivo Pasto 2:0 Luis Moreno 35, Hermes Orejuela 62                                                   |

### Finalización 9
| Data             | Mecz |
| ---------------- | --- |
| 28 sierpnia 2005 | Boyacá Chicó Tunja – Deportivo Pasto 0:2 Carmelo Valencia 9, 91 |
| 28 sierpnia 2005 | Once Caldas – Deportivo Pereira 3:3 Ismael Espiga 15, Dairo Moreno 16, Mauricio Casierra 71 – Hernán Darío Cardona 59, Jersson González 69, Hugo Fernando Sánchez 79 |
| 28 sierpnia 2005 | Independiente Santa Fe – Millonarios FC 1:0 Francisco Nájera 33 |
| 28 sierpnia 2005 | Atlético Nacional – Independiente Medellín 3:2 Gerardo Bedoya 38, Víctor Aristizábal 66, Luciano Vera 70 – Roberto Carlos Cortés 45, John Valencia 90                |
| 28 sierpnia 2005 | Unión Magdalena – Atlético Junior 1:2 Jefrey Díaz 37 – Háider Palacios 34k, Martín Arzuaga 47                                                                        |
| 28 sierpnia 2005 | Atlético Bucaramanga – Real Cartagena 2:1 Felipe Rivas 25, 31 – Luis Caldas 47                                                                                       |
| 28 sierpnia 2005 | Deportivo Cali – America Cali 1:2 Hugo Rodallega 74 – José Moreno Mora 16, 25                                                                                        |
| 28 sierpnia 2005 | Envigado – Quindío Armenia 2:1 Anderson da Silva 54, Johny Ramírez 74 – Iván Vélez 60                                                                                |
| 28 sierpnia 2005 | Atlético Huila – Tolima Ibagué 2:1 Jorge Díaz 16, 60 – Leonardo Mina Polo 7                                                                                          |

### Finalización 10
| Data             | Mecz |
| ---------------- | --- |
| 10 września 2005 | America Cali – Deportivo Pereira 0:1 Néstor Salazar 39                                                                      |
| 11 września 2005 | Tolima Ibagué – Unión Magdalena 1:1 Yulián Anchico 58 – Orlando Fuentes 39k                                                 |
| 11 września 2005 | Atlético Nacional – Deportivo Cali 5:0 Víctor Aristizábal 8, 11, 43, 63, Gerardo Bedoya 32                                  |
| 11 września 2005 | Once Caldas – Atlético Bucaramanga 0:0                                                                                      |
| 11 września 2005 | Independiente Santa Fe – Envigado 0:0                                                                                       |
| 11 września 2005 | Deportivo Pasto – Boyacá Chicó Tunja 1:1 Sergio Novoa 87 – Anuar Guerrero 17                                                |
| 11 września 2005 | Quindío Armenia – Atlético Huila 0:1 Jorge Díaz 59                                                                          |
| 11 września 2005 | Real Cartagena – Millonarios FC 3:1 Luis Omar Valencia 40, Jamerson Rentería 57, Carlos Preciado 71 – Gabriel Fernández 44k |
| 11 września 2005 | Atlético Junior – Independiente Medellín 2:3 Háider Palacio 61, 93 – Roberto Carlos Cortés 39, Jaime Castrillón 70, 90      |

### Finalización 11
| Data             | Mecz |
| ---------------- | --- |
| 17 września 2005 | Atlético Bucaramanga – Atlético Nacional 2:1 Sherman Cárdenas 7, Alex Orrego 84 – Juan Carlos Mosquera 44                                         |
| 18 września 2005 | Atlético Junior – Tolima Ibagué 1:0 Emerson Acuña 9                                                                                               |
| 18 września 2005 | Independiente Medellín – America Cali 3:1 Juan Pablo Pino 25, Diego Álvarez 75, César Valoyes 84 – Fabián Estay 30                                |
| 18 września 2005 | Deportivo Pereira – Real Cartagena 1:0 Carlos Salazar 18                                                                                          |
| 18 września 2005 | Millonarios FC – Quindío Armenia 1:0 Sebastián Hernández 16                                                                                       |
| 18 września 2005 | Atlético Huila – Deportivo Pasto 0:4 Carmelo Valencia 13, Diego Valdéz 51, Jorge Agudelo 54, Sergio Novoa 82                                      |
| 18 września 2005 | Boyacá Chicó Tunja – Independiente Santa Fe 0:1 Daniel Gamarra 73                                                                                 |
| 18 września 2005 | Envigado – Once Caldas 1:2 Jonathan Estrada 56 – Ismael Espiga 5, Gamadiel García 68                                                              |
| 18 września 2005 | Deportivo Cali – Unión Magdalena 4:2 Hugo Rodallega 21, Blás Pérez 51, Giovanni García 59, Harold Herrera 91 – Erwin Carrillo 23, Pablo Quandt 54 |

### Finalización 12
| Data             | Mecz |
| ---------------- | --- |
| 24 września 2005 | Real Cartagena – Independiente Medellín 1:3 Carlos Castillo 77 – Juan Pablo Pino 45, Jaime Castrillón 64, Roberto Carlos Cortés 71        |
| 25 września 2005 | Tolima Ibagué – Deportivo Cali 2:0 Víctor Bonilla 31, Bélmer Aguilar 57                                                                   |
| 25 września 2005 | Unión Magdalena – Atlético Bucaramanga 0:2 Edwards Jiménez 30, Alexis González 60                                                         |
| 25 września 2005 | Atlético Nacional – Envigado 1:0 Gerardo Bedoya 55                                                                                        |
| 25 września 2005 | Once Caldas – Boyacá Chicó Tunja 2:1 Dairo Moreno 12, Gamadiel García 81 – Helmer Caviche 5                                               |
| 25 września 2005 | Independiente Santa Fe – Atlético Huila 1:0 Mario Alejandro Benítez 33                                                                    |
| 25 września 2005 | Deportivo Pasto – Millonarios FC 1:0 Sergio Novoa 22                                                                                      |
| 25 września 2005 | Quindío Armenia – Deportivo Pereira 3:2 Jorge Parra 5, Carlos Hidalgo 51, Marcos Cardoso 58 – Néstor Salazar 32, Hugo Fernando Sánchez 78 |
| 25 września 2005 | America Cali – Atlético Junior 4:1 José Moreno Mora 38k, 42, Adrián Ramos 39, 74 – Javier Flórez 27                                       |

### Finalización 13
| Data                | Mecz |
| ------------------- | --- |
| 1 października 2005 | Millonarios FC – Independiente Santa Fe 1:3 Harry Castillo 92 – Luis Yáñez 42, Jairo Suárez 47, Nelson Oliveira 87k                                                                                  |
| 2 października 2005 | Atlético Junior – Real Cartagena 0:0 |
| 2 października 2005 | Atlético Bucaramanga – Deportivo Cali 1:1 Edwards Jiménez 23, Blás Pérez 10 |
| 2 października 2005 | America Cali – Tolima Ibagué 0:2 Mayer Candelo 23, Víctor Bonilla 29 |
| 2 października 2005 | Independiente Medellín – Quindío Armenia 4:0 Diego Álvarez 8, 26, 33, Rodrigo Riep 69 |
| 2 października 2005 | Deportivo Pereira – Deportivo Pasto 5:3 Jorge López Caballero 1, Jersson González 45, 61, Néstor Salazar 50, Rafael Arlex Castillo 71 – Mauricio Dinamarca 15, Jorge Agudelo 22, Carmelo Valencia 32 |
| 2 października 2005 | Atlético Huila – Once Caldas 3:3 Freddy Torres 31, Jorge Díaz 56k, Wilmer Saldaña 77 – Elkin Soto 7, Dayro Moreno 23k, Ismael Espiga 43                                                              |
| 2 października 2005 | Boyacá Chicó Tunja – Atlético Nacional 0:0 |
| 2 października 2005 | Envigado – Unión Magdalena 2:1 Orlando Ballesteros 4, Cristian González 73 – Luis Fernando Fernández 82                                                                                              |

### Finalización 14
| Data                 | Mecz |
| -------------------- | --- |
| 15 października 2005 | Real Cartagena – America Cali 2:1 Jamerson Rentería 74, Carlos Castillo 75 – Duvier Riascos 59                                                   |
| 16 października 2005 | Tolima Ibagué – Atlético Bucaramanga 1:0 Víctor Bonilla 73                                                                                       |
| 16 października 2005 | Deportivo Cali – Envigado 1:1 Blás Pérez 18 – Orlando Ballesteros 89                                                                             |
| 16 października 2005 | Unión Magdalena – Boyacá Chicó Tunja 2:2 Orlando Fuentes 18k, Luis Zuleta 38k – John Mario Ramírez 15, Evert Palacio 72                          |
| 16 października 2005 | Atlético Nacional – Atlético Huila 1:2 Humberto Mendoza 87 – Jorge Díaz 31, Carlos Álvarez 61                                                    |
| 16 października 2005 | Once Caldas – Millonarios FC 2:1 Miguel Rojas 38, Arnulfo Valentierra 89 – Harry Castillo 46                                                     |
| 16 października 2005 | Independiente Santa Fe – Deportivo Pereira 4:2 Mario Benítez 12, 50, Nelson Artigas Olveira 23, Daniel Gamarra 45 – Rafael Arlex Castillo 56, 87 |
| 16 października 2005 | Deportivo Pasto – Independiente Medellín 0:1 Rodrigo Riep 69                                                                                     |
| 16 października 2005 | Quindío Armenia – Atlético Junior 3:1 Marcio Rodríguez Cruz 7, Jhon Valencia 49, Carlos Hidalgo 83 – Santiago Silvera 10                         |

### Finalización 15
| Data                 | Mecz |
| -------------------- | --- |
| 19 października 2005 | Real Cartagena – Tolima Ibagué 2:1 Pedro Ortega 50, Jámerson Rentería 80 – Dúmar Rueda 69                         |
| 19 października 2005 | America Cali – Quindío Armenia 2:2 Jairo Castillo 61, Óscar Villarreal 73 – Jorge Parra 89, Carlos Gutiérrez 93k  |
| 19 października 2005 | Atlético Junior – Deportivo Pasto 1:0 Háider Palacio 87                                                           |
| 19 października 2005 | Atlético Huila – Unión Magdalena 0:0                                                                              |
| 19 października 2005 | Independiente Medellín – Independiente Santa Fe 1:0 Sebastián Riep 67                                             |
| 19 października 2005 | Deportivo Pereira – Once Caldas 0:2 Ismael Espiga 51, Dairo Moreno 87                                             |
| 19 października 2005 | Millonarios FC – Atlético Nacional 0:0                                                                            |
| 19 października 2005 | Boyacá Chicó Tunja – Deportivo Cali 0:0                                                                           |
| 19 października 2005 | Envigado – Atlético Bucaramanga 2:2 Gustavo Dávila 39, Néstor Álvarez 71 – Émerson Chamorro 2, Henry Hernández 85 |

### Finalización 16
| Data                 | Mecz |
| -------------------- | --- |
| 22 października 2005 | Independiente Santa Fe – Atlético Junior 1:0 Luis Yáñez 57                                                      |
| 23 października 2005 | Tolima Ibagué – Envigado 4:1 Emir González 49, Leonardo Mina Polo 58, Víctor Bonilla 65, 92 – Néstor Álvarez 77 |
| 23 października 2005 | Atlético Bucaramanga – Boyacá Chicó Tunja 1:1 John Rivas 93 – Adelmo Vallecilla 83                              |
| 23 października 2005 | Deportivo Cali – Atlético Huila 2:0 Álvaro Domínguez 47, Hugo Rodallega 69k                                     |
| 23 października 2005 | Unión Magdalena – Millonarios FC 1:1 Luis Zuleta 50 – Harry Castillo 7                                          |
| 23 października 2005 | Atlético Nacional – Deportivo Pereira 0:0                                                                       |
| 23 października 2005 | Once Caldas – Independiente Medellín 3:0 Arnulfo Valentierra 28, Juan David Restrepo 87, 90                     |
| 23 października 2005 | Deportivo Pasto – America Cali 2:0 Jorge Agudelo 43, 65                                                         |
| 23 października 2005 | Quindío Armenia – Real Cartagena 1:0 Efraín Cortés 57                                                           |

### Finalización 17
| Data                 | Mecz |
| -------------------- | --- |
| 29 października 2005 | America Cali – Independiente Santa Fe 2:2 Rubén Darío Bustos 3, Harrison Otálvaro Arce 13 – David Montoya 52, Daniel Gamarra 59 |
| 30 października 2005 | Boyacá Chicó Tunja – Envigado 1:0 Pedro Pino 35s                                                                                |
| 30 października 2005 | Atlético Huila – Atlético Bucaramanga 0:3 Alex Orrego 24, Sherman Cárdenas 66, Felípe Rivas 86                                  |
| 30 października 2005 | Atlético Junior – Once Caldas 1:0 Deibis Varone 90                                                                              |
| 30 października 2005 | Independiente Medellín – Atlético Nacional 1:1 Heriberto Velandia 70 – Víctor Aristizábal 61                                    |
| 30 października 2005 | Millonarios FC – Deportivo Cali 1:2 Wilson Carpintero 51 – Álvaro Domínguez 24, Ricardo Ciciliano 73                            |
| 30 października 2005 | Deportivo Pereira – Unión Magdalena 3:0 Gabriel Enrique Gómez 12, 76, Jimmi Velasco 61                                          |
| 30 października 2005 | Quindío Armenia – Tolima Ibagué 1:0 Jorge Perlaza 87                                                                            |
| 31 października 2005 | Real Cartagena – Deportivo Pasto 1:0 Pedro Ortega 42                                                                            |

### Finalización 18
| Data             | Mecz |
| ---------------- | --- |
| 6 listopada 2005 | Tolima Ibagué – Boyacá Chicó Tunja 1:1 Víctor Bonilla 4 – Wilson Cano 89                                   |
| 6 listopada 2005 | Envigado – Atlético Huila 1:1 Orlando Ballesteros 43 – Jorge Díaz 70                                       |
| 6 listopada 2005 | Atlético Bucaramanga – Millonarios FC 2:2 Edwards Jiménez 3, 94 – Martín García 62, Sebastián Hernández 87 |
| 6 listopada 2005 | Deportivo Cali – Deportivo Pereira 3:0 Rafael Márquez 29s, Blás Pérez 45, Jábinson Escobar 90              |
| 6 listopada 2005 | Unión Magdalena – Independiente Medellín 0:2 Jair Benítez 65, Jackson Martínez 75                          |
| 6 listopada 2005 | Once Caldas – America Cali 1:0 Arnulfo Valentierra 39                                                      |
| 6 listopada 2005 | Atlético Nacional – Atlético Junior 0:1 Luis Cassiani 93                                                   |
| 6 listopada 2005 | Independiente Santa Fe – Real Cartagena 1:0 David Montoya 11                                               |
| 6 listopada 2005 | Deportivo Pasto – Quindío Armenia 1:0 Mauricio Dinamarca 30                                                |

### Tabela końcowa turnieju Finalización 2005
| Poz | Klub                   | Mecze | Zw | Rem | Por | Pkt | BrZd | BrStr |
| --- | ---------------------- | ----- | -- | --- | --- | --- | ---- | ----- |
| 1   | Deportivo Cali         | 18    | 8  | 6   | 4   | 30  | 30   | 23    |
| 2   | Independiente Medellín | 18    | 9  | 2   | 7   | 29  | 28   | 23    |
| 3   | America Cali           | 18    | 9  | 2   | 7   | 29  | 24   | 20    |
| 4   | Deportivo Pereira      | 18    | 9  | 2   | 7   | 29  | 27   | 26    |
| 5   | Atlético Junior        | 18    | 9  | 2   | 7   | 29  | 22   | 27    |
| 6   | Real Cartagena         | 18    | 8  | 5   | 5   | 29  | 26   | 19    |
| 7   | Once Caldas            | 18    | 8  | 5   | 5   | 29  | 25   | 21    |
| 8   | Independiente Santa Fe | 18    | 8  | 5   | 5   | 29  | 20   | 17    |
| 9   | Tolima Ibagué          | 18    | 8  | 3   | 7   | 27  | 24   | 18    |
| 10  | Atlético Bucaramanga   | 18    | 7  | 6   | 5   | 27  | 24   | 16    |
| 11  | Atlético Nacional      | 18    | 6  | 8   | 4   | 26  | 22   | 16    |
| 12  | Deportivo Pasto        | 18    | 7  | 4   | 7   | 25  | 20   | 18    |
| 13  | Quindío Armenia        | 18    | 7  | 4   | 7   | 25  | 18   | 19    |
| 14  | Millonarios FC         | 18    | 7  | 3   | 8   | 24  | 22   | 21    |
| 15  | Envigado               | 18    | 5  | 6   | 7   | 21  | 20   | 22    |
| 16  | Atlético Huila         | 18    | 4  | 4   | 10  | 16  | 18   | 32    |
| 17  | Boyacá Chicó Tunja     | 18    | 3  | 6   | 9   | 15  | 12   | 24    |
| 18  | Unión Magdalena        | 18    | 0  | 7   | 11  | 7   | 15   | 35    |

### Finalización Cuadrangulares

#### Finalización Cuadrangulares 1
| Data              | Mecz |
| ----------------- | --- |
| 12 listopada 2005 | America Cali – Atlético Junior 1:1 Jorge Bermúdez 28 – Luis Cassiani 87                                         |
| 13 listopada 2005 | Once Caldas – Deportivo Cali 0:1 Ricardo Ciciliano 22                                                           |
| 13 listopada 2005 | Independiente Medellín – Deportivo Pereira 2:1 Roberto Carlos Cortés 4, Andrés Rodríguez 80 – Néstor Salazar 60 |
| 13 listopada 2005 | Independiente Santa Fe – Real Cartagena 1:1 Nelson Artigas Olveira 49k – Luis Omar Valencia 28                  |

#### Finalización Cuadrangulares 2
| Data              | Mecz                                                             |
| ----------------- | ---------------------------------------------------------------- |
| 16 listopada 2005 | Atlético Junior – Once Caldas 1:0 Martín Arzuaga 25k             |
| 16 listopada 2005 | Deportivo Pereira – Independiente Santa Fe 1:0 Carlos Salazar 32 |
| 16 listopada 2005 | Real Cartagena – Independiente Medellín 1:0 Manuel Galarcio 7    |
| 17 listopada 2005 | Deportivo Cali – America Cali 0:0                                |

#### Finalización Cuadrangulares 3
| Data              | Mecz                                                                                       |
| ----------------- | ------------------------------------------------------------------------------------------ |
| 19 listopada 2005 | Independiente Medellín – Independiente Santa Fe 0:2 Alexander Jaramillo 33s, Luis Yáñez 52 |
| 20 listopada 2005 | Once Caldas – America Cali 2:1 Dayro Moreno 47 – Fabián Estay 45, Andrés Casañas 66        |
| 20 listopada 2005 | Deportivo Pereira – Real Cartagena 1:0 Néstor Salazar 12                                   |
| 20 listopada 2005 | Deportivo Cali – Atlético Junior 2:0 Blás Pérez 6, 41                                      |

#### Finalización Cuadrangulares 4
| Data              | Mecz |
| ----------------- | --- |
| 26 listopada 2005 | Atlético Junior – Deportivo Cali 3:2 Emerson Acuña 32, Háider Palacio 37, Nelson Rivas 69s – Álvaro Domínguez 65, Rolando de la Cruz 85 |
| 27 listopada 2005 | America Cali – Once Caldas 3:2 Jorge Bermúdez 17, Adrián Ramos 62, Giovanni Arrechea 70 – Diego Arango 48, Dayro Moreno 90              |
| 27 listopada 2005 | Real Cartagena – Deportivo Pereira 3:2 Jamerson Rentería 5, 56, Éder Hernández 87 – Arnold Palacios 25, Gerson González 44              |
| 27 listopada 2005 | Independiente Santa Fe – Independiente Medellín 1:1 Luis Yáñez 13 – Rodrigo Riep 33                                                     |

#### Finalización Cuadrangulares 5
| Data              | Mecz |
| ----------------- | --- |
| 27 listopada 2005 | America Cali – Deportivo Cali 2:2 Giovanni Arrechea 9, José Moreno Mora 80 – Blás Pérez 22, Hugo Rodallega 64 |
| 27 listopada 2005 | Once Caldas – Atlético Junior 2:0 Edgar Zapata 48s, Arnulfo Valentierra 72                                    |
| 27 listopada 2005 | Independiente Santa Fe – Deportivo Pereira 2:1 David Montoya 2, José Largacha 76 – Hugo Fernando Sánchez 64   |
| 27 listopada 2005 | Independiente Medellín – Real Cartagena 2:0 Lewis Ochoa 3, Jackson Martínez 46                                |

#### Finalización Cuadrangulares 6
| Data              | Mecz |
| ----------------- | --- |
| 27 listopada 2005 | Deportivo Cali – Once Caldas 3:1 Álvaro Domínguez 17, Hugo Rodallega 29, Blás Pérez 46+ – Dayro Moreno 5                                                             |
| 27 listopada 2005 | Atlético Junior – America Cali 2:1 Martín Arzuaga 22, Emerson Acuña 46 – Juan Carlos Quiñónes 88                                                                     |
| 27 listopada 2005 | Deportivo Pereira – Independiente Medellín 2:4 Jersson González 12, Néstor Salazar 66 – Diego Álvarez 7, Heriberto Velandia 41, Jaír Benítez 83, Jackson Martínez 88 |
| 27 listopada 2005 | Real Cartagena – Independiente Santa Fe 4:0 Francisco Nájera 47s, Frank Pacheco 54, Eder Hernández 80, Luis Ómar Valencia 91                                         |

#### Tabele końcowe Finalización Cuadrangulares
| Poz | Klub            | Mecze | Zw | Rem | Por | Pkt | BrZd | BrStr |
| --- | --------------- | ----- | -- | --- | --- | --- | ---- | ----- |
| 1   | Deportivo Cali  | 6     | 3  | 2   | 1   | 11  | 10   | 6     |
| 2   | Atlético Junior | 6     | 3  | 1   | 2   | 10  | 7    | 8     |
| 3   | Once Caldas     | 6     | 2  | 0   | 4   | 6   | 7    | 9     |
| 4   | America Cali    | 6     | 1  | 3   | 2   | 6   | 8    | 9     |

| Poz | Klub                   | Mecze | Zw | Rem | Por | Pkt | BrZd | BrStr |
| --- | ---------------------- | ----- | -- | --- | --- | --- | ---- | ----- |
| 1   | Real Cartagena         | 6     | 3  | 1   | 2   | 10  | 9    | 6     |
| 2   | Independiente Medellín | 6     | 3  | 1   | 2   | 10  | 9    | 7     |
| 3   | Independiente Santa Fe | 6     | 2  | 2   | 2   | 8   | 6    | 8     |
| 4   | Deportivo Pereira      | 6     | 2  | 0   | 4   | 6   | 8    | 11    |

### Finalización Finalisima
Źródło: http://www.colombia.com/futbol/torneo_finalizacion/2005/f_anteriores.asp
| Real Cartagena – Deportivo Cali 0:2 i 0:1 |
| 14 grudnia 2005 Cartagena Estadio Pedro de Heredia (?) Real Cartagena – Deportivo Cali 0:2 (0:0) Sędzia: Fernando Panesso Bramki: 0:1 Hugo Rodallega 51, 0:2 Hugo Rodallega 76 Czerwone kartki: Manuel Galarcio 91 / - Corporación Deportiva Real Cartagena (trener Hernán Darío Herrera): Didier Muñoz (46 Ómar Gil) – Pedro Tavima, Carlos Enrique Valdéz, Manuel Galarcio, Reinaldo Alegría, David Yepes, Eder Hernández (66 Carlos Preciado), Frank Pacheco, Luis Omar Valencia (58 Pedro Ortega), Carlos Castillo, Jamerson Rentería Asociación Club Deportivo Cali (trener Pedro Sarmiento): Juan Pablo Ramírez – Jámilson Olave, Nelson Rivas, Darío Caballero, Giovanny García, Óscar Díaz, Hernando Patiño, Breyner Belalcázar, Álvaro Domínguez, Hugo Rodallega (82 Hábinson Escobar), Blás Pérez (74 Edwin Carrillo) |
| 18 grudnia 2005 Cali Estadio Pascual Guerrero (45 000) Deportivo Cali – Real Cartagena 1:0 (1:0) Sędzia: Óscar Julián Ruiz Bramki: Jaime Riveros 14 Czerwone kartki: Luis Caldas ? / - Asociación Club Deportivo Cali (trener Pedro Sarmiento): Juan Pablo Ramírez – Jámilson Olave, Nelson Rivas, Darío Caballero, Giovanny García, Óscar Díaz, Hernando Patiño, Jaime Riveros (57 Ricardo Ciciliano), Álvaro Domínguez (64 Breyner Belalcázar), Hugo Rodallega, Blás Pérez (83 Edwin Carrillo) Corporación Deportiva Real Cartagena (trener Hernán Darío Herrera): Didier Muñoz – John Harold Viáfara, Carlos Enrique Valdéz, David Yepes, Reinaldo Alegría (43 Juan Guillermo Domínguez), Eder Hernández (64 Castillo), Frank Pacheco, Luis Caldas, Luis Omar Valencia (47 Pedro Ortega), Carlos Preciado, Jamerson Rentería |

Mistrzem Kolumbii turnieju Finalización w roku 2005 został klub Deportivo Cali, natomiast wicemistrzem Kolumbii – klub Real Cartagena.

## Reclasificación 2005
Klasyfikacja całego sezonu ligi kolumbijskiej – łączny dorobek klubów w turniejach Apertura i Finalización.
| Poz | Klub                   | Mecze | Zw | Rem | Por | Pkt | BrZd | BrStr |
| --- | ---------------------- | ----- | -- | --- | --- | --- | ---- | ----- |
| 1   | Atlético Nacional      | 44    | 21 | 17  | 6   | 80  | 71   | 41    |
| 2   | Independiente Santa Fe | 50    | 21 | 15  | 14  | 78  | 54   | 48    |
| 3   | Independiente Medellín | 48    | 22 | 6   | 20  | 72  | 70   | 68    |
| 4   | Deportivo Cali         | 48    | 18 | 15  | 15  | 69  | 70   | 59    |
| 5   | Tolima Ibagué          | 42    | 18 | 13  | 11  | 67  | 58   | 41    |
| 6   | Atlético Junior        | 42    | 19 | 7   | 16  | 64  | 55   | 58    |
| 7   | Once Caldas            | 48    | 16 | 16  | 16  | 64  | 59   | 57    |
| 8   | Real Cartagena         | 42    | 18 | 9   | 15  | 63  | 53   | 45    |
| 9   | América Cali           | 42    | 16 | 11  | 15  | 59  | 56   | 55    |
| 10  | Envigado               | 42    | 15 | 14  | 13  | 59  | 62   | 52    |
| 11  | Deportivo Pasto        | 36    | 13 | 12  | 11  | 51  | 42   | 39    |
| 12  | Deportivo Pereira      | 42    | 13 | 10  | 19  | 49  | 50   | 59    |
| 13  | Atlético Huila         | 42    | 12 | 13  | 17  | 49  | 44   | 56    |
| 14  | Atlético Bucaramanga   | 36    | 12 | 11  | 13  | 47  | 38   | 34    |
| 15  | Millonarios FC         | 36    | 11 | 12  | 13  | 45  | 47   | 54    |
| 16  | Quindío Armenia        | 36    | 11 | 8   | 17  | 41  | 32   | 51    |
| 17  | Boyacá Chicó Tunja     | 36    | 9  | 10  | 17  | 37  | 30   | 43    |
| 18  | Unión Magdalena        | 36    | 4  | 11  | 21  | 23  | 26   | 57    |